# Reubin Askew
Reubin O'Donovan Askew, född 11 september 1928 i Muskogee, Oklahoma, död 13 mars 2014 i Tallahassee, Florida, var en amerikansk demokratisk politiker och ämbetsman. 
Han var Floridas guvernör från 1971 till 1979 samt USA:s handelsrepresentant från 1979 till 1981.

## Biografi
Askew avlade sin grundexamen vid Florida State University och juristexamen vid University of Florida. Han tjänstgjorde i USA:s armé 1946-1948 och i flygvapnet 1951-1953.
Askew hann vara ledamot av båda kamrarna i Floridas legislatur innan han kandiderade i guvernörsvalet 1970. Han var vid den tidpunkten ordförande i Floridas senat. Han besegrade ämbetsinnehavaren Claude Roy Kirk i guvernörsvalet. Askew omvaldes 1974. Han efterträddes 1979 som guvernör av Bob Graham. 
USA:s president Jimmy Carter utnämnde 1979 Askew till USA:s handelsrepresentant. Han efterträddes 1981 i den befattningen av Bill Brock.
Askew kandiderade utan framgång i demokraternas primärval inför presidentvalet i USA 1984. Han hade länge uppfattats som en progressiv demokrat speciellt med tanke på stödet för afroamerikanernas medborgerliga rättigheter. Inför valet 1984 uppfattades han som konservativ, eftersom han var emot de homosexuellas rätt att arbeta som lärare och emot abort. Askew tillkännagav 1987 sin kandidatur i senatsvalet 1988. Han drog kandidaturen tillbaka i maj 1988 i och med att han hade haft svårt att få in pengar för sin kampanj.